# Sviblovo (metropolitana di Mosca)
Sviblovo (in russo Свиблово?) è una stazione della Metropolitana di Mosca situata sulla Linea Kalužsko-Rižskaja. Costruita secondo un design standard nel 1978, la stazione presenta pilastri ricoperti in marmo bianco e con strisce verticali di alluminio anodizzato. Le mura sono anch'esse in marmo bianco e sono decorate con fregi recanti i nomi e gli stemmi delle varie città che circondano Mosca. L'architetto di Sviblovo fu Robert Pogrebnoi.
Gli ingressi della stazione sono situati su entrambi i lati di Ulica Snežnaja, a sud dell'incrocio con Ulica Amundsena.